# Phuture
Phuture (ook wel Phuture The Next Generation of Phuture 303) is een groep producers van housemuziek uit Chicago, die in 1985 werd gevormd door DJ Pierre (Nathaniel Pierre Jones), Spanky (Earl Smith Jr.) en Herb J (Herbert Jackson). Met de ep Acid Tracks heeft Phuture in 1987 de muziekstijl acid house gedefinieerd, ook al wordt betwist dat het de eerste acid-houseplaat ooit is.

## Geschiedenis
De geschiedenis van Phuture begint in 1984, toen Earl "Spanky" Smith en Herbert Jackson een Roland TB-303-synthesizer aanschaften waarmee zij baslijnen konden creëren, zodat ze net als Frankie Knuckles en Larry Heard zouden klinken. Samen met een dj die platen nodig had voor zijn mixen in diverse clubs, Nathaniel Pierre Jones, vormden zij in 1985 een opnamegroep. DJ Pierre ontdekte tijdens een oefensessie bij toeval dat, als hij het geluid van zijn TB-303 extreem vervormde, uit de synthesizer nogal aparte geluiden kwamen. De TB-303 is namelijk niet ontworpen om te worden gebruikt zoals DJ Pierre dat deed, maar voor gewone baslijnen ter begeleiding van bijvoorbeeld een gitarist (oefenen). Met deze "acid"-geluiden maakten Phuture in 1985 hun eerste acid-housetrack, die zij In Your Mind wilden noemen.
Acid Tracks werd populair dankzij dj Ron Hardy van danceclub Music Box in Chicago. Hij draaide Phuture's 'In Your Mind' zo vaak en met zoveel succes dat de plaat ook wel bekend werd als Ron Hardy's Acid Track. Met behulp van Marshall Jefferson werd in 1987 een nieuwe versie als ep uitgebracht door het platenlabel Trax Records. Acid Tracks markeert een duidelijke scheiding tussen de sound van Chicago-house vóór en na, want vond veel navolging. Het staat overigens ter discussie of Acid Trax echt de eerste acidhouseplaat was. Ook I've Los Control van Sleezy D. wordt vaak als zodanig benoemd.
In 1988 hadden Phuture nog een hit met We Are Phuture. Hierna verliet Herb J de groep. Voor het platenlabel Jack Trax produceerde de rest van Phuture in 1988 The Creator.
Met een vernieuwde crew (naast Spanky en DJ Pierre waren dat Jay Juniel en Phill Little) hadden Phuture opnieuw succes met het nummer Rise From Your Grave uit 1992. Hierna verliet DJ Pierre de groep en werd soloartiest. Spanky koos Damon "Professor Traxx" Neloms als vervanger voor DJ Pierre en de groep werd verder uitgebreid met Ron "DJ Skull" Maney, Roy Davis Jr. en L.A. Williams. 
Phuture The Next Generation, ook wel Phuture 303 genoemd, produceerde in 1996 het eerste album van de groep, Alpha & Omega. Uiteindelijk besloten Spanky en Professor Traxx dat het beter was om met z'n tweeën verder te gaan. In 1997 verscheen nog de single Acid Soul en in 2001 een tweede album, Survival's Our Mission.

## Discografie

### Singles en maxisingles
- Acid Tracks (1987)
- The Creator (1988)
- We Are Phuture (1988)
- Do You Wanna Get Funky (1989)
- Rise From Your Grave (1992)
- Inside Out (1993)
- Mental Breakdown (1994)
- Spirit (1994)
- Acid Tracks / String Free (Phuture/Phortune) (1994)
- Times Fade (Phuture The Next Generation) (1996)
- Alpha & Omega (1996)
- Acid Soul (1997)
- Jack 2 Jack (Robert Owens/Phuture) (1998)
- Hardfloor Will Survive (Hardfloor vs. Phuture 303) (1998)
- Phreedom! (1997)
- Thunder Part One (2000)
- Thunder Part Two (2000)
- Soulgers Of Tekkno (2000)
- Washing Machine / Got The Bug (Mr. Fingers/Phuture) (2002)

### Albums
- Alpha & Omega (1997)
- Survival's Our Mission (2001)

### Remixen
- Roy Davis Jr.: Heart Attack (Phuture’s Mix) (1994)
- DJ Pierre: Matrix Chamber (Phuture 303 Deep Underground Mix) (1999)
- Zzino vs. Filterheadz: No Weapons (Phuture 303 Remix) (2002)